# Jorge Correa
Jorge Correa (San Antonio de Padua, Buenos Aires, Argentina, 4 de abril de 1993) es un futbolista argentino. Juega como centrocampista en Estudiantes de la Primera B Nacional.

## Carrera
Correa es un futbolista con mucha proyección, surgido de las divisiones inferiores de Vélez Sarsfield, uno de los equipos que mejor trabaja en los juveniles en el fútbol argentino.
Su debut en Primera División fue en agosto de 2011, en la 1.ª fecha del Apertura 2011 ante Godoy Cruz.
Ese fue el único partido que Coco jugó en la temporada 2011-12.
Después de estar a préstamo por un año (desde mediados de 2012 hasta mediados de 2013) en Defensores de Belgrano, club de la Primera B Metropolitana, volvió a Vélez en julio de 2013 para sumarse a la reserva que dirigía Héctor Almandoz.
Después de tener grandes actuaciones en el torneo de reserva, volvió a jugar en la Primera División frente a Rosario Central por la 16.ª jornada del Inicial 2013, ingresando 11 minutos desde el banco de relevos.
Con la llegada a la dirección técnica de Turu Flores y el recorte en el plantel profesional del Fortín, Coco es una de las variantes más importantes que hoy tiene el club de Liniers.
Con la número 7 en la espalda, Correa gritó su primer gol en la máxima categoría en su primer partido como titular: fue el tercero del 3-1 a Arsenal en la 2.ª fecha del Final 2014.
Pero ante La Emilia, en un encuentro disputado por la Copa Argentina en abril de 2015, "Coco" sufriría la rotura de los ligamentos de la rodilla derecha, lesión que lo marginaría de las canchas por seis meses. Se había especulado con su retiro, pero en una nota a ESPN Radio Argentina, dijo que se sentía "ansioso por poder jugar, por lo menos, las últimas fechas de este torneo"
El 29 de junio de 2022 fue anunciado como nuevo jugador de Oriente Petrolero de la Primera División de Bolivia.
Luego de jugar 30 partidos y marcar 6 goles y tener partipaciones destacadas en dos temporadas el 1 de julio del 2023 el club anuncia la salida del Club jugando su último partido el 29 de junio en la visita a Estudiantes de La Plata (4-0) por la última fecha de la fase de grupos de la Copa Sudamericana.
A partir del 13 de julio de 2023 es fichado por el SCU Torreense, Club de la Liga de la Honra de Portugal, la segunda Liga de Futbol más importante del país, el contrato es hasta el 30 de junio del 2024, al 3 de diciembre del 2023 ha jugado 11 partidos, marcando 3 goles y 1 asistencia

## Clubes
| Club                   |  | País       | Año               |
| ---------------------- |  | ---------- | ----------------- |
| Vélez Sarsfield        |  | Argentina  | 2011 - 2012       |
| Defensores de Belgrano |  | Argentina  | 2012 - 2013       |
| Vélez Sarsfield        |  | Argentina  | 2013 - 2018       |
| Marítimo               |  | Portugal   | 2018 - 2021       |
| Neftçi PFK             |  | Azerbaiyán | 2021 - 2022       |
| Volos NFC              |  | Grecia     | 2022              |
| Oriente Petrolero      |  | Bolivia    | 2022 - 2023       |
| SCU Torreense          |  | Portugal   | 2023 - actualidad |

## Palmarés

### Campeonatos nacionales
| Título              | Equipo          | País      | Año  |
| ------------------- | --------------- | --------- | ---- |
| Supercopa Argentina | Vélez Sarsfield | Argentina | 2013 |